# Клостернойбург (баскетбольный клуб)
«Клостернойбург» — австрийский профессиональный баскетбольный клуб из города Клостернойбург, Австрия. Клуб является 10-кратным чемпионом Австрии по баскетболу.

## Сезоны
| Сезон   | Лига         | Уровень | Рег. Чемп. | Плей-Офф  | Еврокубки    |
| ------- | ------------ | ------- | ---------- | --------- | ------------ |
| 2012-13 | Бундеслига А | 1       | 1          | Полуфинал | Квалификация |